# Gianni Rivera
Giovanni „Gianni“ Rivera (* 18. August 1943 in Alessandria) ist ein ehemaliger italienischer Fußballspieler. Er spielte von 1960 bis 1979 für den AC Mailand und gewann mit dem Klub zahlreiche Titel. Der offensive Mittelfeldspieler, der zu den großen Vereinsidolen der Rossoneri zählt, wurde 1969 mit dem Ballon d’Or als „Europas Fußballer des Jahres“ ausgezeichnet. Die FIFA setzte Rivera auf die Liste der 125 besten noch lebenden Fußballer (FIFA 100).
Nach seiner Fußballkarriere ging er in die Politik, von 2005 bis 2009 war er Mitglied des Europäischen Parlaments.

## Jugend
Gianni Rivera wurde am 18. August 1943 in der oberitalienischen Stadt Alessandria (Region Piemont) geboren. Sein Vater Teresio war Bahnarbeiter und die Familie lebte während der Nachkriegszeit in einfachen Verhältnissen. Als Kind war Rivera ein begeisterter Straßenfußballer und spielte für die Freizeitmannschaft ASD Don Bosco. Unterstützung fand er bei seinem Vater, der ein Auswahltraining für die Kinder der Nachbarschaft organisierte und auch Vertreter der US Alessandria dazu einlud. Der ehemalige Spieler Giuseppe Cornara war von den fußballerischen Fähigkeiten Riveras überzeugt und holte den schmächtigen 13-Jährigen in die Nachwuchsmannschaft.

## Vereinskarriere
Den Verantwortlichen der US Alessandria war schnell klar, dass man ein Ausnahmetalent verpflichtet hatte und schon bald trainierte Rivera mit den Profis. Im Alter von nur 15 Jahren und neun Monaten gab er am 2. Juni 1959 sein Debüt in der Serie A (1:1 gegen Inter Mailand) und ist damit der drittjüngste Spieler, der bislang in der höchsten italienischen Spielklasse eingesetzt wurde. Schon in seiner ersten vollen Spielzeit (1959/60) war Rivera Stammspieler (25 Spiele/6 Tore), konnte jedoch den Abstieg seiner Mannschaft nicht verhindern. Trotzdem schwärmte ganz Italien von dem Jungen aus dem Piemont, den die Sportpresse „Golden Boy“ taufte. Der Shootingstar nahm an den Olympischen Spielen 1960 in Rom teil und belegte mit der italienischen Auswahl den vierten Platz. Mittlerweile war er der begehrteste Fußballer des Landes und Gipo Viani, Manager der AC Mailand, bot die damals astronomische Ablösesumme von 90 Millionen Lire (rund 200.000 US-Dollar). Die US Alessandria nahm das Angebot an und im Sommer 1960 wechselte Rivera, offiziell noch Jugendspieler, zu den Rossoneri.
Die AC Mailand zählte schon damals zu den größten Vereinen des Landes und hatte zahlreiche Spitzenspieler unter Vertrag, weshalb Rivera zunächst auf der rechten Außenbahn eingesetzt wurde. Erst nach dem Abgang von Juan Alberto Schiaffino rückte Rivera ins zentrale Mittelfeld und übernahm die ihm zugedachte Rolle des Spielmachers. Ohne Probleme füllte er die Lücke aus und schwang sich zum entscheidenden Spieler auf, der als Regisseur und Passgeber für die Sturmspitzen fungierte. Die Erfolgsformel war simpel: Nach einem Ballgewinn oder im Aufbauspiel musste der Ball umgehend zu Rivera, der dann den nächsten Spielzug einleiten sollte. Sein erster großer Erfolg war der Gewinn der Meisterschaft 1961/62. Ein Jahr später folgte mit dem Gewinn des Europapokals der Landesmeister der endgültige Aufstieg Milans zu einer internationalen Größe. Beim 2:1-Endspielsieg über Benfica Lissabon im legendären Wembley-Stadion bereitete Rivera beide Tore von Mittelstürmer José Altafini vor. Bezeichnenderweise belegte der erst 19-Jährige bei der Wahl zu „Europas Fußballer des Jahres“ (Ballon d’Or) hinter Lew Jaschin den zweiten Platz. Doch nun folgte eine titellose Durststrecke für Milan, während der große Lokalrivale Inter Mailand von Erfolg zu Erfolg eilte (u. a. zwei Siege im Europapokal der Landesmeister). Trainer Nereo Rocco hatte den Verein verlassen und den Posten beim AC Turin übernommen.

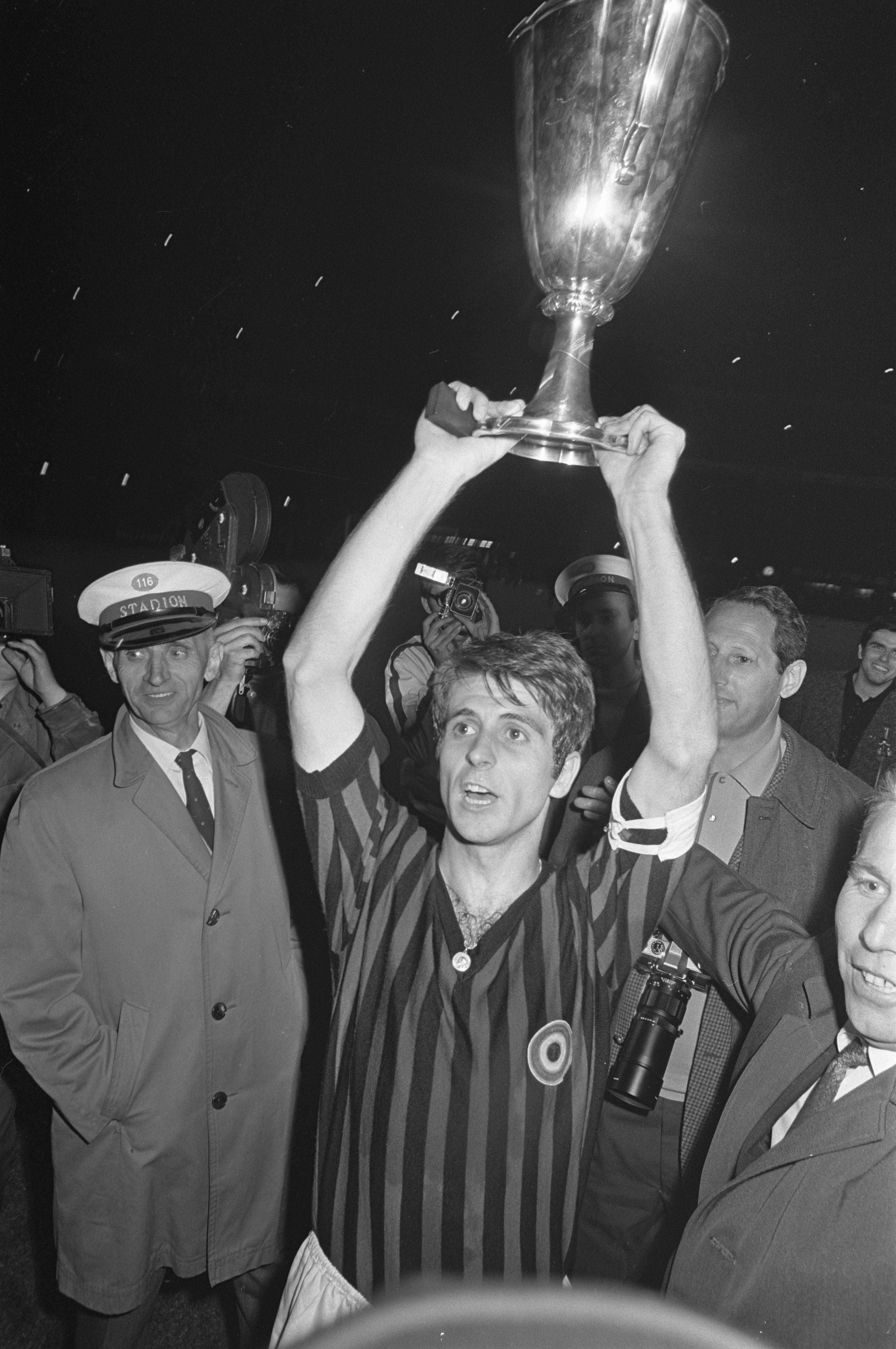
Gianni Rivera nach dem Gewinn des Europapokal der Pokalsieger 1968 gegen den Hamburger SV

Erst Ende der 1960er Jahre kehrte Rocco zurück und baute eine erfolgreiche Mannschaft auf, indem er Nationalspieler wie Angelo Sormani und Pierino Prati verpflichtete. Der Trainer ernannte Rivera zum neuen Kapitän und er avancierte endgültig zur zentralen Figur des Mannschaftsgefüges. Rivera selbst näherte sich dem Zenit seines Könnens und führte Milan zurück in die Erfolgsspur. Den Auftakt machten sie mit dem Gewinn des Pokals (Coppa Italia 1966/67), es folgten die Meisterschaft 1967/68 und im gleichen Jahr der Europapokal der Pokalsieger (2:0 gegen den Hamburger SV). Die Krönung folgte 1969 mit dem erneuten Gewinn des Europapokals der Landesmeister (4:1 gegen Ajax Amsterdam) und sogar des Weltpokals (3:0 und 1:2 gegen Estudiantes de La Plata). Rivera zählte in diesen Jahren zu den besten Spielern der Welt und er wurde 1969 von France Football mit dem Ballon d’Or als „Europas Fußballer des Jahres“ ausgezeichnet. Nach zwei weiteren Triumphen im italienischen Pokal (1972, 1973) standen die Rossoneri 1973 erneut im Endspiel des Europapokals der Pokalsieger und besiegten Leeds United mit 1:0. Im Jahr darauf verpassten sie die Titelverteidigung durch eine sensationelle Niederlage im Endspiel gegen die Außenseiter vom 1. FC Magdeburg.
Nach sieben Titeln in sechs Jahren war die Niederlage der Schlusspunkt der bis dahin erfolgreichsten Ära der Vereinsgeschichte. Auch die Kritik am scheinbar unantastbaren Rivera wurde größer. Der Starspieler beschuldigte die Schiedsrichter, die Konkurrenten Inter Mailand und Juventus Turin durch ihre Entscheidungen zu bevorzugen, und lag deswegen im Dauerstreit mit dem Verband. 1975 plante Klubpräsident Albino Buticchi sogar Riveras Verkauf. Doch der Spieler wollte Milan nicht verlassen und drehte den Spieß kurzerhand um; mit einigen vermögenden Geschäftsleuten erwarb er die Aktienmehrheit des hoch verschuldeten Klubs und entließ seinen Widersacher. Damit war Rivera für kurze Zeit Spieler und Präsident der AC Mailand. Nach dem vierten Pokalsieg 1977 neigte sich seine Laufbahn dem Ende zu. Verletzungsbedingt fehlte er zwar den Großteil seiner letzten Profisaison 1978/79 (nur 13 Einsätze), gewann aber nochmals die Meisterschaft. Da es Milans zehnter Scudetto war, bescherte sie dem Verein den ersten Stern über dem Logo. Am 13. Mai 1979 absolvierte Rivera gegen Lazio Rom (1:1) sein letztes Pflichtspiel und beendete seine Karriere.
In 19 Jahren war er für den AC Mailand in 658 Pflichtspielen zum Einsatz gekommen und hatte dabei 164 Tore erzielt (Serie A: 501/122, Coppa Italia: 74/28, Europapokal: 74/13, Andere: 9/1). Mit dieser Marke war er jahrelang Rekordspieler der Rossoneri und zählt nicht zuletzt wegen dieser beeindruckenden Zahlen zu den besten Spielern in der Geschichte des Vereins.

## Nationalspieler
Am 13. Mai 1962 debütierte der 18-jährige Rivera für die Nationalmannschaft beim 1:3-Auswärtssieg über Belgien in Brüssel. Im Anschluss stand der Golden Boy im Aufgebot für die Weltmeisterschaft in Chile, war hier jedoch meist Ersatzspieler und kam lediglich zu einem Einsatz. Italien schied in der Gruppenphase aus.
Vier Jahre später, bei der WM 1966 in England, zählten die Italiener zu den großen Favoriten, bestimmten doch italienische Vereinsmannschaften die europäischen Pokalwettbewerbe. Die Hoffnungen der Tifosi stützten sich dabei unter anderem auf die beiden Spielmacher Gianni Rivera und Sandro Mazzola. Doch die Mannschaft enttäuschte auf ganzer Linie und nach der sensationellen 0:1-Niederlage gegen Nordkorea mussten die Italiener bereits nach der Vorrunde die Heimreise antreten. Bei ihrer Rückkehr in Rom wurden die Spieler von aufgebrachten Fans mit faulen Tomaten beworfen. 1968 rehabilitierte sich die Squadra Azzurra mit dem Gewinn der Europameisterschaft im eigenen Land für die Schmach von England. Rivera fehlte aufgrund einer Verletzung im Finale (2:0 gegen Jugoslawien).
Riveras Karriere in der Nationalmannschaft war geprägt vom Duell um die Rolle des Spielmachers. Mit Sandro Mazzola von Inter Mailand stand den italienischen Nationaltrainern der 1960er und 1970er Jahre ein nahezu gleichwertiger Spieler zur Verfügung. Diese Rivalität, die die Fußballfans spaltete, erreichte beim WM-Turnier 1970 in Mexiko ihren Höhepunkt. Trainer Ferruccio Valcareggi versuchte das Problem mit einem Kompromiss zu lösen: Er war der Meinung, dass weder Rivera noch Mazzola 90 Minuten in der sengenden Hitze Mexikos durchhalten würden. Deshalb stellte er Mazzola in der ersten Halbzeit auf und tauschte ihn dann in der Pause durch Rivera aus (sog. Stafetta). Im Halbfinale gegen Deutschland erlebte dieser seinen wohl größten Moment im Nationaltrikot, als er in der Verlängerung dieses Jahrhundertspiels das entscheidende Tor zum 4:3 erzielte und zum Matchwinner avancierte. Trotzdem wich Valcareggi im Endspiel gegen Brasilien (1:4) von seinem Wechselspiel ab und brachte Rivera erst in der 84. Minute, da er Mazzola für defensiv stärker hielt. Dafür wurde der Trainer in der italienischen Presse hart kritisiert.
Seine letzte Weltmeisterschaft bestritt Rivera 1974 in Deutschland. Die hoch gehandelten Italiener enttäuschten wieder einmal die Erwartungen und schieden abermals in der Vorrunde aus. Damit war Rivera bei vier Teilnahmen an einer WM-Endrunde dreimal bereits nach der Vorrunde ausgeschieden. Im zweiten Spiel (1:1 gegen Argentinien) wurde Rivera in der 66. Minute ausgewechselt und saß gegen Polen sogar komplett auf der Bank. Nach dem Turnier erklärte Rivera seinen Rücktritt aus der Nationalmannschaft, um sich allein seiner Aufgabe mit dem AC Mailand widmen zu können.

## Spielweise
Rivera war ein kleiner, schmächtiger, fast dürrer Spieler. Seine physische Unterlegenheit glich er durch außerordentliche Technik und einzigartiges Ballgefühl aus, Eleganz und gute Übersicht prägten sein Spiel. Zu den Stärken des klassischen Spielmachers zählte der tödliche Pass in die Spitze, aber Rivera suchte auch selbst den Weg zum Tor (1973 Torschützenkönig der Serie A mit 17 Treffern).
Defensivarbeit und harte Zweikämpfe waren ihm verhasst. Riveras Kritiker hielten ihm immer wieder vor, er sei lauffaul und könne nicht kämpfen. Mannschaften, die einen Rivera in ihren Reihen hatte, mussten über entsprechende Wasserträger verfügen, die die Drecksarbeit in der Defensive übernahmen. Bei Milan kam diese Aufgabe Roberto Rosato zu.

## Titel & Auszeichnungen

### Verein
- Italienischer Meister (3): 1961/62, 1967/68, 1978/79
- Italienischer Pokalsieger (4): 1966/67, 1971/72, 1972/73, 1976/77
- Europapokalsieger der Landesmeister (2): 1962/63, 1968/69
- Europapokalsieger der Pokalsieger (2): 1967/68, 1972/73
- Weltpokalsieger: 1969

### Nationalmannschaft
- Europameister: 1968
- Vize-Weltmeister: 1970

### Persönlich
- Ballon d’Or („Europas Fußballer des Jahres“): Sieger 1969 (Zweiter 1963)
- Torschützenkönig der Serie A: 1972/73 (17 Tore)
- Torschützenkönig des italienischen Pokals: 1967 (7 Tore), 1971 (7 Tore)
- FIFA 100

## Saisonübersicht
| Verein          | Liga            | Saison          | Liga   | Liga | Coppa Italia | Coppa Italia | Europapokal | Europapokal | Andere | Andere | Gesamt | Gesamt |
| Verein          | Liga            | Saison          | Spiele | Tore | Spiele       | Tore         | Spiele      | Tore        | Spiele | Tore   | Spiele | Tore   |
| --------------- | --------------- | --------------- | ------ | ---- | ------------ | ------------ | ----------- | ----------- | ------ | ------ | ------ | ------ |
| US Alessandria  | Serie A         | 1958/59         | 1      | 0    | -            | -            | -           | -           | -      | -      | 1      | 0      |
| US Alessandria  | Serie A         | 1959/60         | 25     | 6    | -            | -            | -           | -           | -      | -      | 25     | 6      |
| Gesamt          | Gesamt          | Gesamt          | 26     | 6    | -            | -            | -           | -           | -      | -      | 26     | 6      |
| AC Mailand      | Serie A         | 1960/61         | 30     | 6    | 1            | 0            | -           | -           | 2      | 0      | 33     | 6      |
| AC Mailand      | Serie A         | 1961/62         | 27     | 10   | 1            | 0            | 2           | 0           | -      | -      | 30     | 10     |
| AC Mailand      | Serie A         | 1962/63         | 27     | 9    | -            | -            | 7           | 2           | -      | -      | 34     | 11     |
| AC Mailand      | Serie A         | 1963/64         | 27     | 7    | 1            | 0            | 2           | 1           | 2      | 0      | 32     | 8      |
| AC Mailand      | Serie A         | 1964/65         | 29     | 2    | -            | -            | -           | -           | -      | -      | 29     | 2      |
| AC Mailand      | Serie A         | 1965/66         | 31     | 7    | 1            | 0            | 4           | 1           | -      | -      | 36     | 8      |
| AC Mailand      | Serie A         | 1966/67         | 34     | 12   | 6            | 7            | 2           | 0           | -      | -      | 43     | 19     |
| AC Mailand      | Serie A         | 1967/68         | 29     | 11   | 5            | 3            | 10          | 1           | -      | -      | 44     | 15     |
| AC Mailand      | Serie A         | 1968/69         | 28     | 3    | 4            | 1            | 7           | 2           | -      | -      | 39     | 6      |
| AC Mailand      | Serie A         | 1969/70         | 25     | 8    | 3            | 1            | 3           | 2           | 2      | 1      | 33     | 12     |
| AC Mailand      | Serie A         | 1970/71         | 26     | 6    | 10           | 7            | 0           | -           | -      | -      | 36     | 13     |
| AC Mailand      | Serie A         | 1971/72         | 23     | 3    | 6            | 2            | 8           | 4           | -      | -      | 37     | 9      |
| AC Mailand      | Serie A         | 1972/73         | 28     | 17   | 6            | 3            | 9           | 0           | -      | -      | 43     | 20     |
| AC Mailand      | Serie A         | 1973/74         | 26     | 6    | 5            | 1            | 6           | 0           | 2      | 0      | 39     | 7      |
| AC Mailand      | Serie A         | 1974/75         | 27     | 3    | 4            | 0            | -           | -           | -      | -      | 31     | 3      |
| AC Mailand      | Serie A         | 1975/76         | 14     | 1    | 5            | 1            | 3           | 0           | -      | -      | 22     | 2      |
| AC Mailand      | Serie A         | 1976/77         | 27     | 4    | 7            | 0            | 5           | 0           | -      | -      | 39     | 4      |
| AC Mailand      | Serie A         | 1977/78         | 30     | 6    | 5            | 1            | 1           | 0           | -      | -      | 36     | 7      |
| AC Mailand      | Serie A         | 1978/79         | 13     | 1    | 4            | 1            | 5           | 0           | -      | -      | 22     | 2      |
| Gesamt          | Gesamt          | Gesamt          | 501    | 122  | 74           | 28           | 74          | 13          | 9      | 1      | 658    | 164    |
| Karriere Gesamt | Karriere Gesamt | Karriere Gesamt | 527    | 128  | 74           | 28           | 74          | 13          | 9      | 1      | 684    | 170    |

| Nationalmannschaft | Nationalmannschaft | Nationalmannschaft |
| Jahr               | Spiele             | Tore               |
| ------------------ | ------------------ | ------------------ |
| 1962               | 4                  | 2                  |
| 1963               | 5                  | 2                  |
| 1964               | 4                  | 2                  |
| 1965               | 6                  | 1                  |
| 1966               | 6                  | 2                  |
| 1967               | 4                  | -                  |
| 1968               | 4                  | -                  |
| 1969               | 3                  | -                  |
| 1970               | 7                  | 2                  |
| 1971               | 3                  | -                  |
| 1972               | 3                  | -                  |
| 1973               | 7                  | 2                  |
| 1974               | 4                  | 1                  |
| Gesamt             | 60                 | 14                 |

## Funktionär und Politiker
Im Anschluss an seine aktive Karriere wechselte Rivera ins Management des AC Mailand und übernahm den Posten als Vize-Präsident. Doch dem Verein wurden massive Verstrickungen in einem Wettskandal nachgewiesen und der Verband verurteilte ihn 1980 zum Zwangsabstieg in die Serie B. Als 1986 der Medienmogul und Multi-Millionär Silvio Berlusconi die Aktienmehrheit des Klubs erwarb, strukturierte er die Vereinsführung um und auch Rivera musste gehen.
Rivera kehrte dem Fußball endgültig den Rücken und ging in die Politik. Zunächst war er Parteimitglied der Democrazia Cristiana (DC), nach deren Zerfall 1994 beim Patto Segni, ab 1996 in der liberalen Reformpartei Rinnovamento Italiano sowie im Mitte-links-Wahlbündnis L’Ulivo. Von 1987 bis 2001 gehörte er dem italienischen Abgeordnetenhaus an. In den Mitte-links-Regierungen von Romano Prodi, Massimo D’Alema und Giuliano Amato war er von 1996 bis 2001 Unterstaatssekretär im Verteidigungsministerium. Ab 2002 gehörte er der Partei La Margherita an (ebenfalls Teil des L’Ulivo-Bündnisses).
Am 25. Mai 2005 zog Rivera als Nachrücker für Mercedes Bresso auf der L’Ulivo-Liste ins Europäische Parlament ein, dem er als fraktionsloser Abgeordneter bis zum 13. Juli 2009 angehörte. Er war dort Mitglied im Ausschuss für Binnenmarkt und Verbraucherschutz, in der Delegation für die Beziehungen zum Palästinensischen Legislativrat sowie ab 2007 zusätzlich im Ausschuss für die Rechte der Frau und die Gleichstellung der Geschlechter. An der Fusion der Margherita zur Mitte-links-Sammelpartei Partito Democratico beteiligte sich Rivera nicht, stattdessen trat er 2008 der kleinen christdemokratischen Partei Rosa per l’Italia bei.
Zur Europawahl 2009 trat er als Kandidat der ebenfalls christdemokratischen Unione di Centro an, wurde jedoch nicht wiedergewählt. Zur Kommunalwahl in Mailand 2011 unterstützte er die Kandidatin des Mitte-rechts-Lagers Letizia Moratti bei ihrer angestrebten Wiederwahl als Oberbürgermeisterin, die jedoch erfolglos blieb. Rivera selbst kandidierte auf der Liste Unione Italiana – Librandi per Milano für den Stradrat, erhielt jedoch lediglich 20 Stimmen.